# Yoshio Kitagawa
Yoshio Kitagawa (北川 佳男 Kitagawa Yoshio?), född 21 augusti 1978 i Kyoto prefektur, är en japansk före detta fotbollsspelare.
Kitagawa började sin karriär 1997 i Sagawa Express Osaka. 2000 flyttade han till Mito HollyHock. Efter Mito HollyHock spelade han för ALO's Hokuriku och Roasso Kumamoto. Han avslutade karriären 2008.